# Heribert Jansson
Johan Alfred Heribert Jansson, född 4 december 1919 i Gillstads församling, död 28 september 1996 i Lund,  var en svensk präst.

## Biografi
Efter studier i Göteborg och Lund blev Jansson teologie kandidat vid Lunds universitet 1947, prästvigd i Örslösa kyrka i december samma år för Skara stift av biskop Gustaf Ljunggren och efter kortare missiv i stiftet assisterande sjömanspräst 1949 vid Svenska Gustafskyrkan i Köpenhamn. 1950 tillförordnad kyrkoherde vid Victoriaförsamlingen i Västberlin, ordinarie 1956 och där han förblev till sin pensionering 1987.
Sommaren 1957 var Jansson inblandad i en ”homosexskandal” (enligt tidens uttryckssätt) och ärkebiskopen Yngve Brilioth och utrikesminister Östen Undén verkade för Janssons förflyttning från Berlin. Deras aktion misslyckades dock.
Heribert Jansson satte stark prägel på Victoriaförsamlingens återuppbyggnad och återhämtning efter andra världskriget. År 1963 gav han ut en biografi över drottning Victoria, som givit sitt namn åt svenska församlingen i Berlin.
Fritiden tillbringade Jansson gärna i sin våning i Trastevere i Rom. Andra viktiga miljöer för honom vad den västgötska hembygden, liksom Lund, där han efter pensioneringen slog sig ner. Han deltog flitigt i det sociala livet och fortsatte sina studier av historiska personligheter liksom Victoriaförsamlingens historia innan han avled i sviterna av cancer. Han är begraven på Örslösa kyrkogård. 
I 100-årsskriften till församlingen (2003) finns flera bidrag av Janssons hand publicerade.

## Jansson och DDR
Överlag präglades Janssons verksamhet av det kalla krigets utmaningar på ett sätt som ännu bara delvis är möjligt att belägga eftersom stora delar av källmaterialet, bland annat SÄPO-akten rörande Jansson fortfarande (2025) till stor del omfattas av sekretess. Det har gjort att en omfattande ryktesflora och delvis motsägelsefulla uppgifter föreligger om Janssons insatser i kalla krigets Berlin. Efter att Berlinmuren byggts, i augusti 1961, smugglade han medicin, mat och litteratur över gränsen till Östtyskland. Det finns dessutom huvudsakligen obelagda uppgifter om att han skulle ha smugglat ut ett stort antal människor från DDR, bland annat genom insamlade pass från studenter i Lund. Dessutom skulle han flera gånger, när han firade gudstjänst Östberlin kom tillbaka med människor i bakluckan på sin diplomatregistrerade bil. Jansson hade som sina företrädare diplomatstatus och använde gränsövergången Checkpoint Charlie vid Friedrichstrasse när han körde till Östberlin.  
Vad som är belagt är att Jansson hösten 1963 smugglade med ett östtyskt prästpar som akut hotades av repressalier av den östtyska regimen. Operationen blev känd, liksom Janssons delaktighet i flykten. Några timmar senare syntes folk från Stasi utanför Svenska kyrkan på Landhausstrasse. En östtysk protestnote som översändes till svenska UD genom ambassaden i Warszawa ledde till en omfattande pressbevakning av ärendet. Jansson förklarades persona non grata i Östtyskland och ett inrese- och genomreseförbud omöjliggjorde hans officiella verksamhet där under 10 år. Jansson lär i sammanhanget ha sagt: ”Bor man i Berlin räcker det inte att bara vara åskådare.” 

## Familj
Jansson var adoptivson till kontraktsprost Aron Jansson och dennes maka Elisabeth Johnson-Hilleström. Heribert Jansson vigdes 1958 vid 39 års ålder samman i äktenskap med sekreteraren i Victoriaförsamlingen i Berlin Gun Grossmann, född Leitgeb, (1919-2013), dotter till Leopold Leitgeb och dennes maka Helvi Kolström-Brander, av kyrkoherden i Gustafskyrkan i Köpenhamn Bengt Söderberg.